# 防火管理技能者
防火管理技能者（ぼうかかんりぎのうしゃ）は火災予防条例（東京都条例）に基づいて、防火管理技能者に関する講習会の課程を修了した者等一定の資格を有し、かつ、その防火対象物において防火上必要な業務を適切に遂行できる地位にある者で、防火対象物の管理権原者から選任されて、その防火対象物の防火管理者が行う業務のうち規則で定める事項の補助を行う者を言う。
なお、受講者の約70%は甲種防火管理者である。

## 講習

### 受講資格
防火管理技能者の資格条件は、火災予防条例施行規則（東京都規則）により、下記の資格者で講習を修了した者と規定されている。
1. 消防設備士
2. 消防設備点検資格者
3. 甲種防火管理者
4. 防火対象物点検資格者
5. 予防技術資格者
6. 防火安全技術者
7. 防災センター要員
8. 特殊建築物等調査資格者
9. 建築設備検査資格者
10. 一級建築士又は二級建築士
11. 建築設備士

### 講義内容
- 講義は2日間行われ、費用は23,500円。最終日には、効果測定が行われる。
- 講習定員は200名であり、定員を満たした場合には募集期間終了日以前に締め切られる。特に、年始では受講希望者が多いので注意する。

1. 防火防災対策(2.0時間)
2. 火災安全工学(4.0時間)
3. 自衛消防対策(5.0時間)
4. 防火管理業務の補助(9.5時間)
5. 効果測定(0.5時間)

### 講習科目の一部免除
- 以下に掲げる者は、講習科目の一部免除の申請をすれば、該当する科目の受講が免除される。但し、効果測定は免除されない。

1. 甲種防火対象物の甲種防火管理者して、3年以上その実務の経験を有する者は、「防火管理制度」。
2. 消防職員として、火災予防に関する業務について1年以上の実務の経験を有する者は、「防火管理制度」、「自衛消防対策」。
3. 第一種防火安全技術者は、「火災安全工学の理論の基礎知識」。

### 講習の効果測定
講習の効果測定は、時間30分の二択の問題である。15問中9問以上の正解で合格となる。なお、受講者の大半は合格するが、この講習を受講する者は会社の仕事で必要なために受講しているので、職務に関係しないで受講する人は少ない。従って、防火管理者のように簡単な試験ではないので注意する必要がある。